# Květa
Květa ist ein tschechischer weiblicher Vorname.

## Herkunft und Bedeutung
Der Name ist entweder eine Kurzform von Květoslava oder stammt direkt vom tschechischen Wort kvet ab, was Blume, Blüte oder Blühen bedeutet.

## Bekannte Namensträgerinnen
- Květa Eretová (1926–2021), tschechische Schachspielerin
- Květa Grabovská (* 2022), tschechische Volleyballspielerin
- Květa Hrušková (1925–2012), tschechoslowakische Tischtennisspielerin
- Květa Legátová (1919–2012), tschechische Schriftstellerin
- Květa Pacovská (1928–2023), tschechische Künstlerin und Kinderbuchillustratorin
- Květa Peschke (* 1975), tschechische Tennisspielerin